# Sotirios Versis
Sotirios Versis (Grieks: Σωτήριος Βερσής) (Athene, 1879 - 1918) was een Griekse atleet, die in 1896 als een van de negen deelnemers, waaronder drie Grieken, deelnam aan het discuswerpen tijdens de Olympische Spelen van 1896 in Athene.

## Loopbaan
Versis werd derde met een worp van 28,78 m, 37 cm minder dan de kampioen, Bob Garrett. Hij nam ook deel aan het gewichtheffen. Bij het gewichtheffen met één hand tilde hij 40,00 kg en eindigde hij als vierde van de vier deelnemers. Bij het gewichtheffen met twee handen tilde hij 90,00 kg. Dit bezorgde hem zijn tweede bronzen medaille. Op de Olympische Spelen van 1900 nam hij alleen deel aan het kogelstoten, maar wist hierbij geen geldige stoot te produceren.

## Persoonlijk record
| Onderdeel    | Prestatie | Jaar |
| ------------ | --------- | ---- |
| discuswerpen | 27,78 m   | 1896 |

## Palmares

### Atletiek
discuswerpen
- 1896:  OS - 27,78 m[3]

kogelstoten
- 1900: NM OS

### Gewichtheffen
Eenhandig
- 1896 4e OS - 40,00 kg

Tweehandig
- 1896  OS - 90,00 kg